# Bahía de Yalta
La bahía de Yalta (en ucraniano: Ялтинська затока, en ruso: Ялтинский залив, en tártaro de Crimea: Yalta körfezi, Ялта корьфези) es una bahía de la costa sur de la península de Crimea del mar Negro situada en República Autónoma de Crimea de Ucrania y reclamada por República de Crimea de Rusia. La bahía pertenece a la ciudad de Yalta, de la que toma el nombre, además en esta bahía se encuentra el Puerto comercial de Yalta.